# Roy Williams
Roy Allen Williams (ur. 1 sierpnia 1950) – amerykański trener koszykówki, członek Basketball Hall of Fame oraz National Collegiate Basketball Hall of Fame, trzykrotny mistrz NCAA z zespołem North Carolina Tar Heels.

## Życiorys
Williams studiował na University of North Carolina w Chapel Hill, gdzie w latach 1968–1969 grał w drużynie uniwersyteckiej Tar Heels. Karierę szkoleniową rozpoczął w 1973, podejmując pracę jako trener zespołu ze szkoły średniej Charles D. Owen, mieszczącej się w Black Mountain. W 1978 został asystentem Deana Smitha w North Carolina Tar Heels i pełnił tę funkcję do 1988. W 1982 zdobył mistrzostwo NCAA, a barwy drużyny reprezentowali wówczas między innymi James Worthy, Sam Perkins i Michael Jordan.
8 lipca 1988 Roy Williams został mianowany trenerem Kansas Jayhawks, zastępując Larry'ego Browna. W trzecim sezonie prowadzenia zespołu dotarł do finału NCAA, w którym Jayhawks przegrali z Duke Blue Devils 56:72. W sezonie 2001/2002 Jayhawks zostali pierwszą drużyną w historii Big 12 Conference, która osiągnęła bilans 16–0 w sezonie zasadniczym. W 2003 Williams ponownie poprowadził zespół do wicemistrzostwa NCAA. W finale Jayhawks ulegli Syracuse Orange 78:81. Podczas 15 sezonów pracy Williamsa, w Jayhawks występowali między innymi Greg Ostertag, Scot Pollard, Jacque Vaughn, Raef LaFrentz, Paul Pierce, Drew Gooden, Nick Collison i Kirk Hinrich. 
Dziesięć dni po meczu o mistrzostwo NCAA pomiędzy Kansas a Syracuse, 14 kwietnia 2003 Williams został trenerem North Carolina Tar Heels. W 2005 poprowadził zespół do pierwszego od 13 lat triumfu w finale Final Four, w którym Tar Heels pokonali Illinois Fighting Illini 75:70. W sezonie 2007/2008 Tar Heels osiągnęli najlepszy bilans w historii uczelni (36–3 w sezonie regularnym, 14–2 w konferencji ACC) i dotarli do fazy Final Four, przegrywając w półfinale z Kansas Jayhawks 66:84. W 2009 Williams zdobył drugie mistrzostwo NCAA z Tar Heels. W finale pokonali Michigan State Spartans 89:72. Zawodnicy reprezentujący wówczas barwy Tar Heels, którzy zagrali w późniejszym okresie w NBA to między innymi Sean May, Tyler Hansbrough, Raymond Felton, Ty Lawson, Kendall Marshall, Marvin Williams, Brandan Wright, Harrison Barnes i Wayne Ellington.
W 2006 został uhonorowany członkostwem w National Collegiate Basketball Hall of Fame, zaś rok później wybrany do Basketball Hall of Fame. 2017 poprowadził Tar Heels do szóstego w historii uczelni mistrzostwa. W finale Final Four zespół z Karoliny Północnej pokonał Gonzaga Bulldogs 71:65. Mecz, który odbył się na University of Phoenix Stadium, obejrzało 76 168 widzów.
1 kwietnia 2021 ogłosił przejście na emeryturę po 48 latach pracy na stanowisku trenera.

## Osiągnięcia
- 3-krotny mistrz NCAA (2005, 2009, 2017)[4][6]
- Trener roku:
  - NCAA według Associated Press (1992, 2006)[11]
  - konferencji:
    - Big 12 (1997, 2002, 2003)[12]
    - Big 8 (1990, 1992, 1995, 1996)[12]
    - ACC (2006, 2011)[1]
- 2-krotny zdobywca Henry Iba Award (1990, 2006)[13]
- Członek:
  - National Collegiate Basketball Hall of Fame (od 2006)[7]
  - Basketball Hall of Fame[8]